# Vito Schlickmann
Vito Schlickmann (ur. 28 grudnia 1928 w São Ludgero, zm. 14 lutego 2023) – brazylijski duchowny rzymskokatolicki, w latach 1995–2004 biskup pomocniczy Florianópolis.

## Życiorys
Święcenia kapłańskie przyjął 28 listopada 1954. 25 stycznia 1995 został prekonizowany biskupem pomocniczym Florianópolis ze stolicą tytularną Gurza. Sakrę biskupią otrzymał 25 marca 1995. 3 marca 2004 przeszedł na emeryturę.